# 中国语言学报
《中国语言学报》（英語：Journal of Chinese Linguistics，缩写：JCL），是研究中国语言的国际性语言学专业期刊，创刊于1973年。每半年一期。《中国语言学报专著系列》（英語：Journal of Chinese Linguistics Monograph Series，缩写：JCLMS），则为同一出版者的另一个不定期的出版刊物。